# بيغ بيل سميث
بيغ بيل سميث (بالإنجليزية: Big Bill Smith)‏ هو لاعب كرة قاعدة أمريكي، (ولد في تينيسي في الولايات المتحدة 1869  م).